# Antonae nigerrima
Antonae nigerrima är en insektsart som beskrevs av Richter. Antonae nigerrima ingår i släktet Antonae och familjen hornstritar. Inga underarter finns listade i Catalogue of Life.